# Alexandra Čvanová
Alexandra Čvanová (Remislawská) (25. dubna 1897 v Oděse, Ukrajina – 20. května 1939 poblíž Jihlavy) byla operní zpěvačka-sopranistka. Při světových premiérách oper Leoše Janáčka (Věc Makropulos) a Pavla Haase (Šarlatán) v Brně ztvárnila titulní ženské role.

## Život
Narodila se v Oděse, kde studovala na filosofické fakultě a po studiu zpěvu a herectví zpívala v tamním operním divadle. V roce 1923 odešla do Československa a zpívala jako host nejprve v Plzni a Bratislavě. V roce 1926 byla angažována jako sólistka Národního divadla v Brně, initially under the surname Remislawská.
Vystupovala v mnoha rolích Jaroslavny v Knížeti Igorovi (Borodin), Taťána v Evženu Oněginovi nebo jako Elisa v Pikové dámě (obě Čajkovskij), Krasava v Libuši (Smetana) a představila se také v titulní roli Jenůfy v Její pastorkyni (Janáček) nebo jako Dvořákova Rusalka.
V roce 1926 zpívala titulní postavu Emílii Martyové při světové premiéře Janáčkovy Věci Makropulos a v roce 1938 roli Amaranty v Haasově Šarlatánovi v Brně.
Zemřela ve věku 42 let při automobilové nehodě poblíž Jihlavy.